# 火烧寮
火烧寮，台灣地名，位为新北市平溪區東勢里火燒寮溪上游，基隆、新北二地的交界处。

## 气候
火烧寮的地形对地形雨的形成十分有利，加之季风、台风等因素的影响，火烧寮的降雨量十分充沛，是台灣降雨量較大的地方。

## 设施
中央氣象局在火燒寮有雨量測量中心，水利局亦在此設置自計雨量站。

## 沿革
火燒寮常被認為是在基隆的暖暖區。事實上過去火燒寮與暖暖同屬於基隆廳石碇堡，後來才劃分為不同的鄉鎮市。